# Вальядолидская хунта

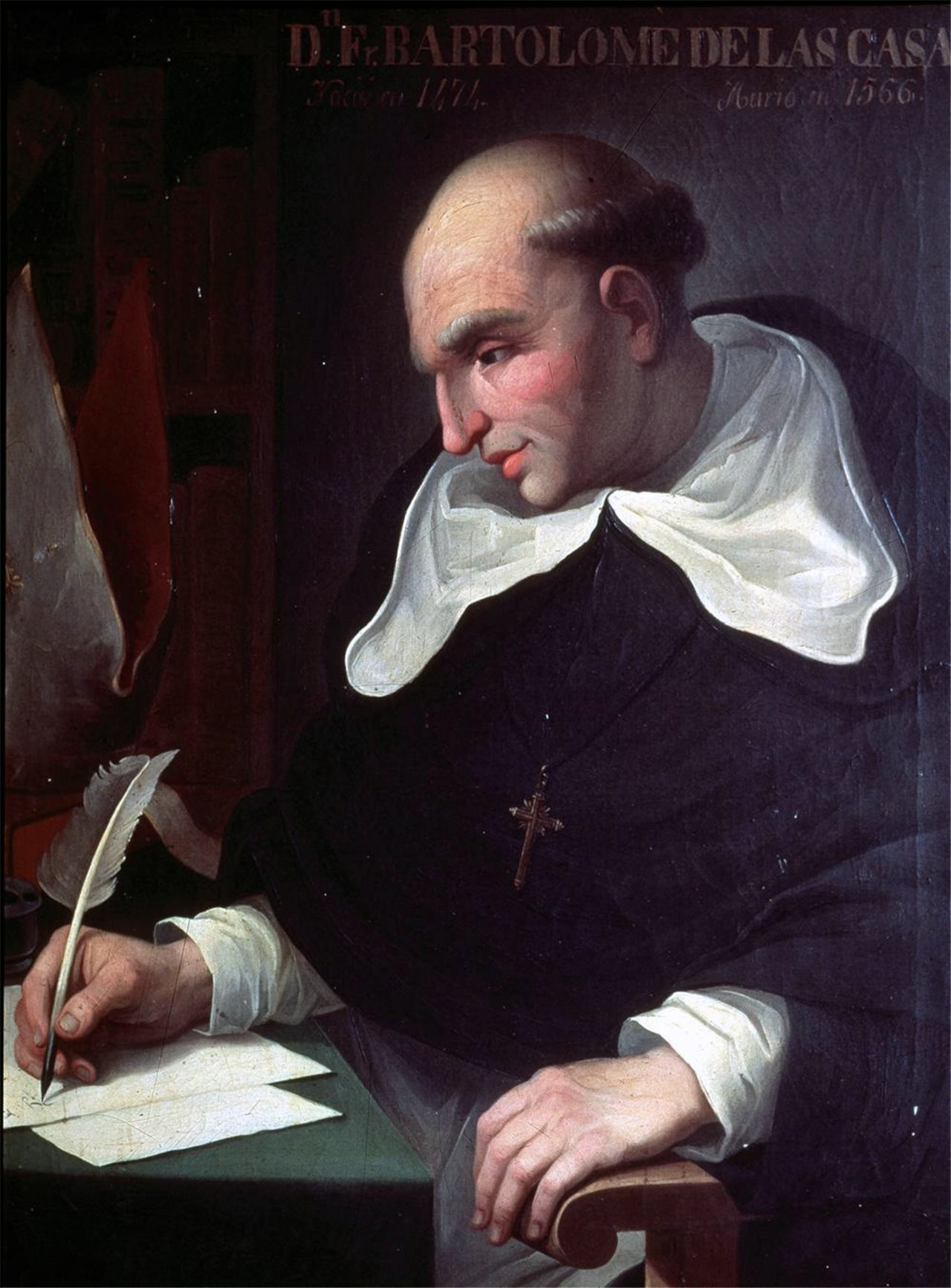
Портрет Лас Касаса

Вальядоли́дская ху́нта (исп. La Junta de Valladolid, дословно — «Собрание в Вальядолиде») — утвердившееся в историографии название дебатов, проводившихся в Испании в 1550—1551 годах и посвящённых основам колониальной политики по отношению к аборигенам Нового Света. Инициаторами дискуссии, проводившейся в испанском Вальядолиде, стали два монаха ордена доминиканцев — епископ Чиапаса Бартоломе де лас Касас и его оппонент Хуан Хине́с де Сепу́льведа. Сепульведа впоследствии утверждал, что явился победителем на дебатах, но реальная отдача их была ничтожна, и никак не повлияла на политику испанских властей в завоёванных областях Америки.
Непосредственно заседания проходили в помещениях коллегии Св. Григория, где ныне располагается Национальный музей коллегии Сан-Грегорио.

## Истоки дискуссии
Корни дискуссии 1550—1551 гг. необходимо искать в последствиях Тордесильясского договора, разделившего мир между Испанией и Португалией, для европейской политики XVI в. Тем не менее, испанская монархия не была столь уверена в прочности своей власти над аборигенами Нового Света, как это обычно считается. Результатом стала необходимость разработки всеобъемлющего корпуса законов, в которых бы прописывались права и обязанности аборигенов Америки под властью испанцев. В результате такой комплекс законов был принят 27 декабря 1512 года на заседаниях «Бургосской хунты». В данных законах, в частности, предписывалось право Их Католических Величеств (официальный титул испанских монархов) военной силой евангелизировать аборигенов, а также были заложены правовые основы энкомьенды.

## Богословские и философские основы дискуссии

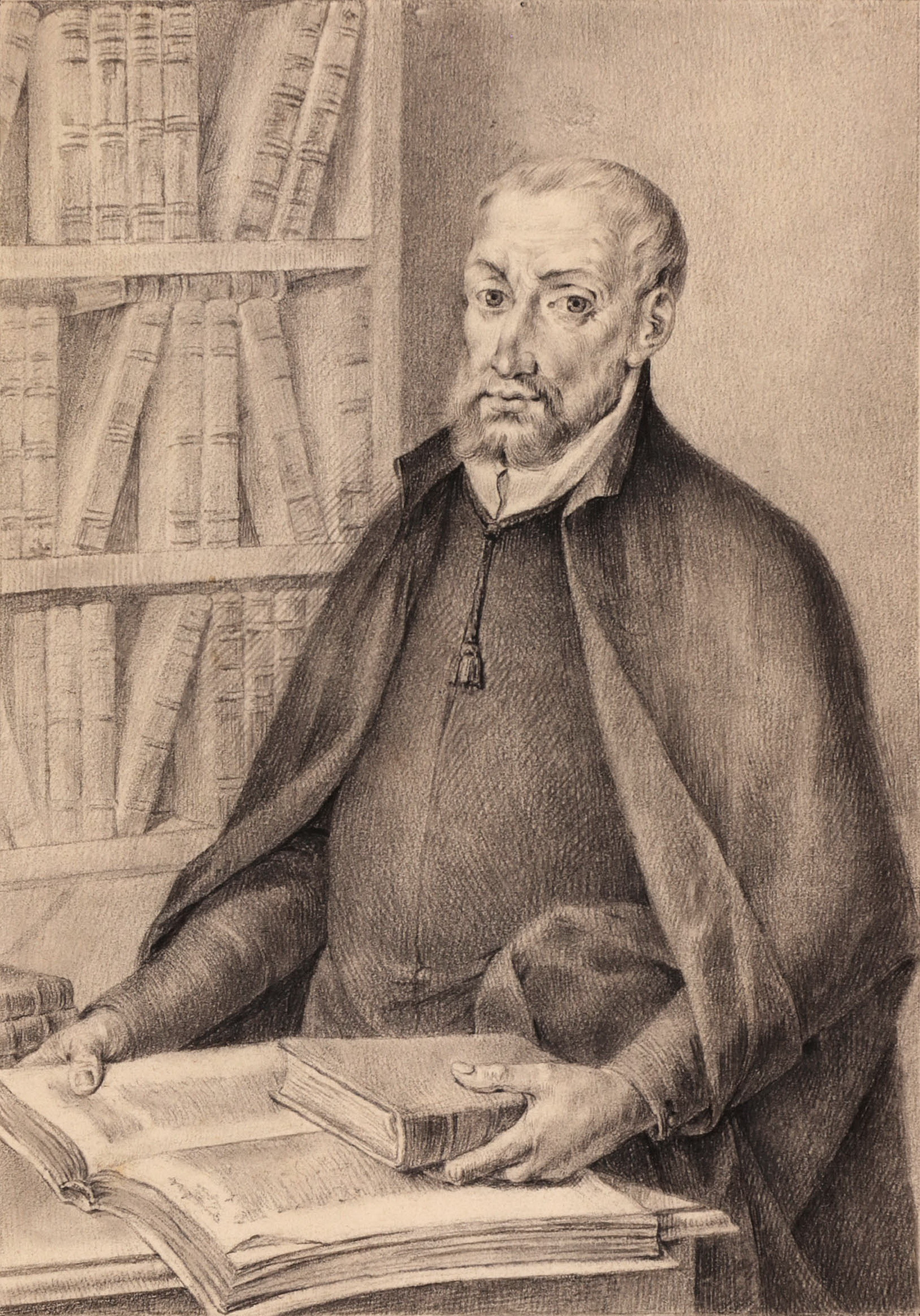
Хуан Гинес де Сепульведа

Дискуссия была инициирована духовными лицами и отражала глубокие противоречия между христианским вероучением, носителями и проповедниками которого были де Лас Касас и де Сепульведа, и потребностями испанской политики и личными воззрениями оппонентов. Дискуссия проходила в форме теологического диспута, основанного на формуле Фомы Аквинского — philosophia ancilla theologiae («философия — служанка богословия»), поскольку вопрос, обладают ли индейцы душой, был уже положительно решён Ватиканом в 1537 году (булла «Sublimus Dei»). Папа Римский Павел III этой буллой решительно признал права индейцев на свободу и обладание собственностью, но также и обязанность принятия Веры Христовой, причём это должно было происходить мирным путём!
Таким образом, задачей Лас Касаса и де Сепульведы была разработка богословских и юридических основ дальнейшей политики Испании в заморских колониях, в частности, легитимации новых завоеваний, а также методов обращения с местными жителями. Философской основой дискуссии были взгляды Аристотеля на различные свойства различных народов, которые заслуживают различных типов государственного устройства и обращения.

## Участники дискуссии и её цель
Практически все участники Вальядолидской хунты были монахами ордена доминиканцев (в то время именно доминиканцы окормляли всю систему образования в Испании). Помимо Лас Касаса и Сепульведы, в дискуссиях участвовали: Доминго де Сото (1494—1560), Бартоломе де Карранса (1503—1576), Мельчор Кано (1509—1560), которого после отъезда на Тридентский собор заменил рыцарь Педро де Лагаска (1494—1565). В нескольких заседаниях в качестве зрителя принимал участие и Берналь Диас дель Кастильо — участник завоевания Мексики, находившийся тогда в Испании.
Стороны представляли конкурирующие интеллектуальные школы: большинство участников представляли богословов университета Саламанки, Лас Касас, назначенный епископом Чиапаса, добивался отмены энкомьенды. Сепульведа в тот период был учителем и воспитателем наследного принца — будущего короля Филиппа II. Дискуссия началась раньше 1550 г.: Сепульведа опубликовал трактат De justis belli causis apud indios (Лат. «О праве ведения справедливой войны с индейцами»), Лас Касас ответил ему «Тридцатью юридическими тезисами». Формально Вальядолидская хунта должна была рассмотреть аргументы обеих сторон.

## Аргументы сторон
Сепульведа был апологетом guerra justa («справедливой войны»). Он полагал, что индейцы погрязли во грехе, и сопротивление их колонизации и обращению в христианство, свидетельствуют о порочности их природы и неспособности к человеческому мышлению. Соответственно, они много ниже испанцев, и должны занимать рабское положение.
Лас Касас, которого поддерживал Сото, был горячим сторонником полного равенства индейцев и испанцев. Он опирался на взгляды Франсиско де Витория (1483? — 1546), поставившего вопрос о юридической и моральной легитимности Конкисты.

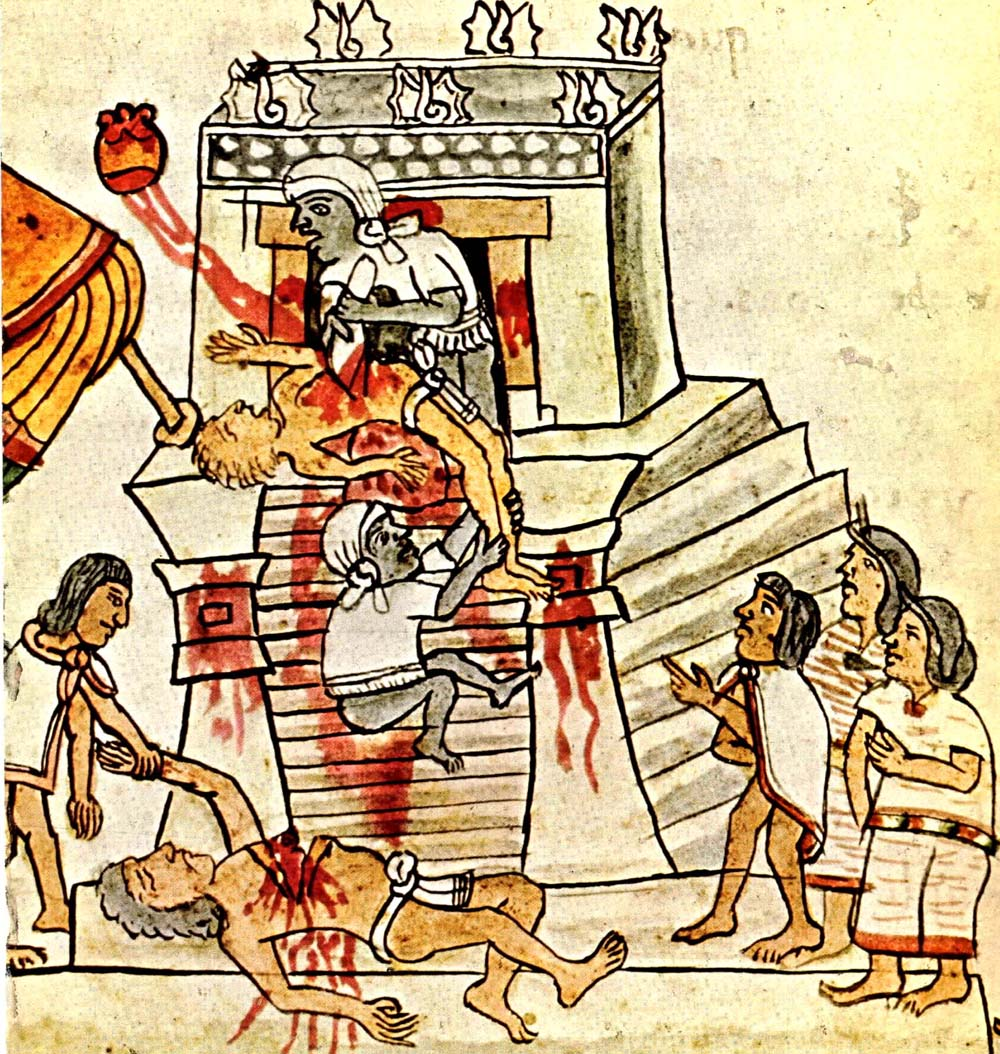
Человеческое жертвоприношение. Индейское изображение из Кодекса Мендосы

На дискуссии обсуждались следующие тезисы Сепульведы (он ссылался на Аристотеля и Полициано):
- Индейцы не способны сами управлять своими делами, следовательно, они должны находиться в рабстве или под опекой испанцев;
- Индейцы практикуют каннибализм и человеческие жертвоприношения, которые должны пресекаться насильственно и соответственно наказываться;
- Испанцы обязаны спасти невинных жертв идолопоклонства;
- Испанцы имеют право проповеди Евангелия, которое дал им Сам Христос через Апостолов и Папу Католическому королю.

Контраргументы Лас Касаса:
- Индейцы обладают такими же способностями и разумом, как и испанцы (Сепульведа утверждал, что ацтеки, имея города и прочие признаки цивилизации, построили их инстинктивно, как пчёлы или муравьи);
- Испанцам свойственны те же пороки и заблуждения, что и индейцам;
- Обращение индейцев в христианство — их собственное право, а не воля испанцев.

## Эразм Роттердамский
- В испанской истории точно такое же название носит дискуссия, прошедшая в 1527 г., и посвящённая обсуждению ортодоксальности философии Эразма Роттердамского.

## Отражение в искусстве
В 1938 году опубликована повесть немецкого писателя Райнхольда Шнайдера «Лас Касас и Карл V» (нем. Las Casas vor Karl V. Szenen aus der Konquistadorenzeit).
В 1992 году Вальядолидская хунта стала источником вдохновения для Жан-Клода Карьера, опубликовавшего роман «La Controverse de Valladolid» («Спор в Вальядолиде»). Роман был экранизирован для телевидения под тем же названием. Режиссёр — Жан-Даниель Верень, Лас Касаса играл Жан-Пьер Марьель, Сепульведу — Жан-Луи Трентиньян.